# هوكس بوكس (رواية)
هوكَس بوكَس، أو لم العجلة يا بني؟ هي رواية صدرت في عام 1990 لكورت فونيجت.

## البناء
مثل العديد من روايات فونيجت، تستخدم هوكس بوكس سردًا غير خطي ولها حبكة تركز على حدث كبير يرد التلميح إليه بكثافة حتى الفصول النهائية.
الشخصية الرئيسية هي أحد المقاتلين القدامى في حرب فيتنام، وأستاذ جامعي، ومصلصلي، يُعرف بيوجين دبس هارتكي. يدرك يوجين أن عدد الأشخاص الذين قتلهم مساوٍ تمامًا لعدد النساء اللاتي مارس الجنس معهن. اسم الشخصية هو تكريم للزعيم السياسي والعمالي الأمريكي يوجين فيكتور دبس والسناتور المناهض للحرب فانس هارتكي، وكلاهما من الولاية التي وُلِد فيها فونيجت، إنديانا.
تُناقش مشاركة الشخصية الرئيسية الاسم مع يوجين ف. دبس، مرشح الحزب الاشتراكي الأمريكي خمس مرات لرئاسة الولايات المتحدة (أحد ترشيحاته كانت أثناء وجوده في السجن)، في الكتاب بشكل صريح. يظهر الاقتباس التالي ليوجين ف. دبس عدة مرات: «...بينما توجد طبقة أدنى، فأنا فيها، وبينما يوجد عنصر إجرامي، فأنا منه، وبينما توجد روح في السجن، فإنني لست حرًا».
في ملاحظة المحرر في بداية الكتاب، يدعي فونيجت أنه عثر على مئات من قصاصات الورق بأحجام مختلفة، من ورق التغليق إلى بطاقات العمل، مرقمة بواسطة كاتبهم (هارتكي) بالتسلسل من أجل تكوين سرد من نوع ما. تكون الفواصل بين قطع الورق غالبًا على شكل نوع من «الدعابة» الساخرة. يُعَبَّر عن سمة السرد العرضي وقصاصات المعلومات بتردد في أحد المعالم المتكررة في الرواية، وهي برنامج كمبيوتر يسمى جريوت. من خلال إدخال تفاصيل حياة الشخص، يمكن إعطاء المستخدم تقريبًا لنوع الحياة التي قد يعيشها استنادًا إلى قاعدة بيانات الحياة التي يمكن للبرنامج الوصول إليها. الأجزاء الرئيسية من المعلومات المطلوبة لعمل جريوت هي: العمر، والعرق، ومستوى التعليم، وتعاطي المخدرات.
يذكر هارتكي في وقت مبكر أنه كان يعاني من مرض السل في وقت كتابته للرواية، ويكتب كلمة «كح» في النص بين الحين والآخر، بالإضافة إلى أوصاف أخرى لتمثيل الأوقات التي يسعل فيها بصوت عالٍ أثناء الكتابة.
أحد عادات هارتكي الغريبة هي استخدام العلامات العدديّة بدلًا من الكلمات لتمثيل الأرقام (مثل «1» بدلًا من «واحد» أو «1000000» بدلاً من «مليون»). في ملاحظة المحرر في بداية الكتاب، يتكهن فونيجت بأن هارتكي اعتقد «...أن الأرقام فقدت قدرًا كبيرًا من قوتها عند تخفيفها بالحروف الأبجدية».
في جميع أنحاء الرواية، يريد هارتكي أن يكتب قائمة بجميع النساء اللواتي مارس الجنس معهن وقائمة أخرى تتألف من جميع الأشخاص الذين قتلهم خلال حرب فيتنام. يصبح هارتكي مفتونًا بالحجم الكبير الذي سيصبح عليه كل رقم. في نهاية الرواية، يقول يوجين إن هذه الأرقام هي نفسها ويعطي طريقة لحساب الرقم باستخدام الأرقام الأخرى المذكورة في الكتاب (على سبيل المثال، «...أكبر عدد من الأطفال المعروف أنهم جاؤوا من رحم امرأة واحدة فقط»). الرقم هو 82.
يتخلل سرد الرواية بأكملها أفكار يوجين وملاحظاته حول حرب فيتنام، والتاريخ، والظروف الاجتماعية، وخاصة الطبقات والتحامل.
مثل جميع كتب فونيجت تقريبًا، هذا هو سرد رواية في الماضي من قبل شخصية تشارك خلفيتها مع فونيجت.